# 三池淵市
三池淵市（サムジヨンし、さんちえんし）は、朝鮮民主主義人民共和国両江道に属する市。白頭山の東南側の麓に位置する。2019年12月10日付最高人民会議常任委員会政令第171号で三池淵郡から三池淵市に昇格した。

## 地理

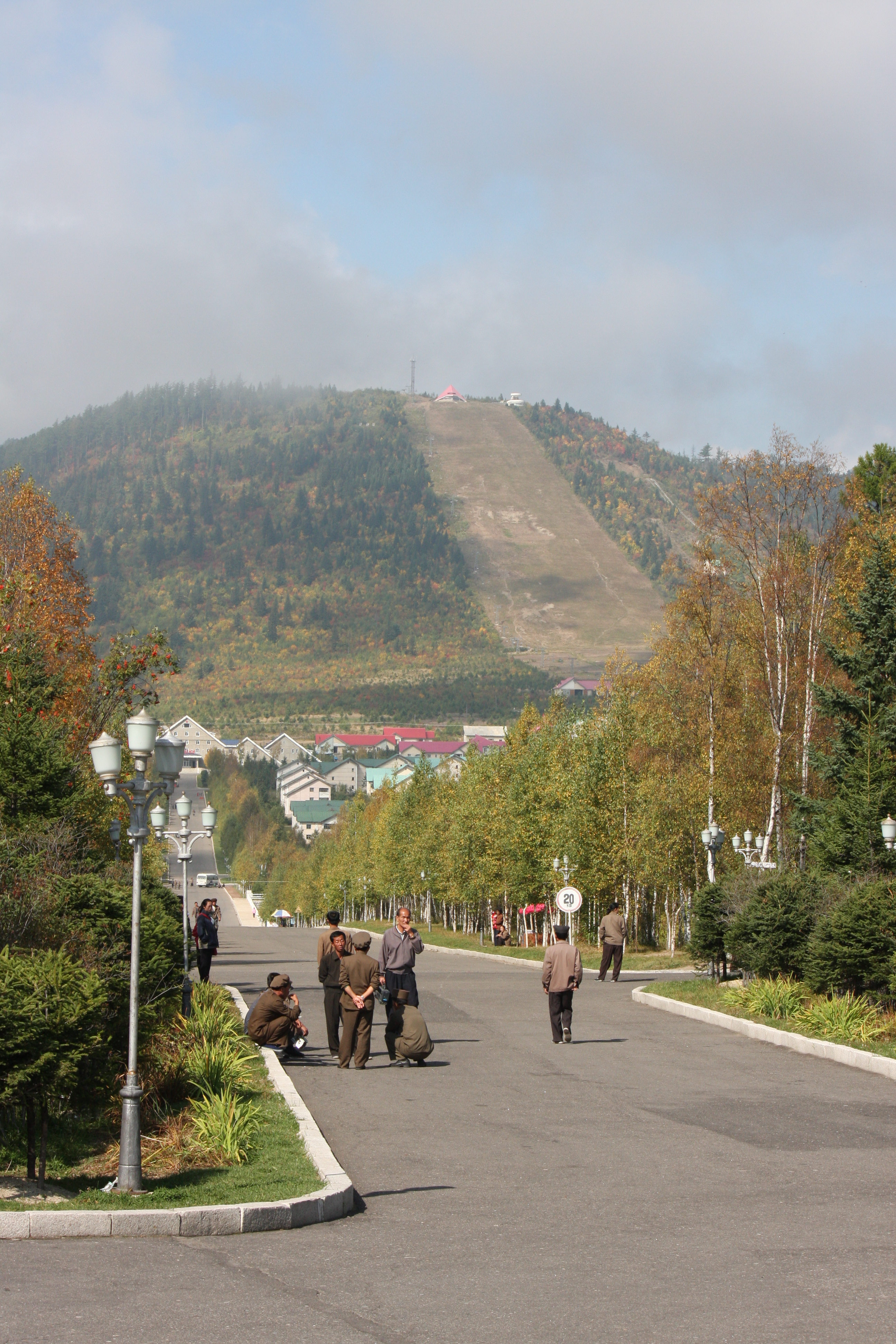
三池淵

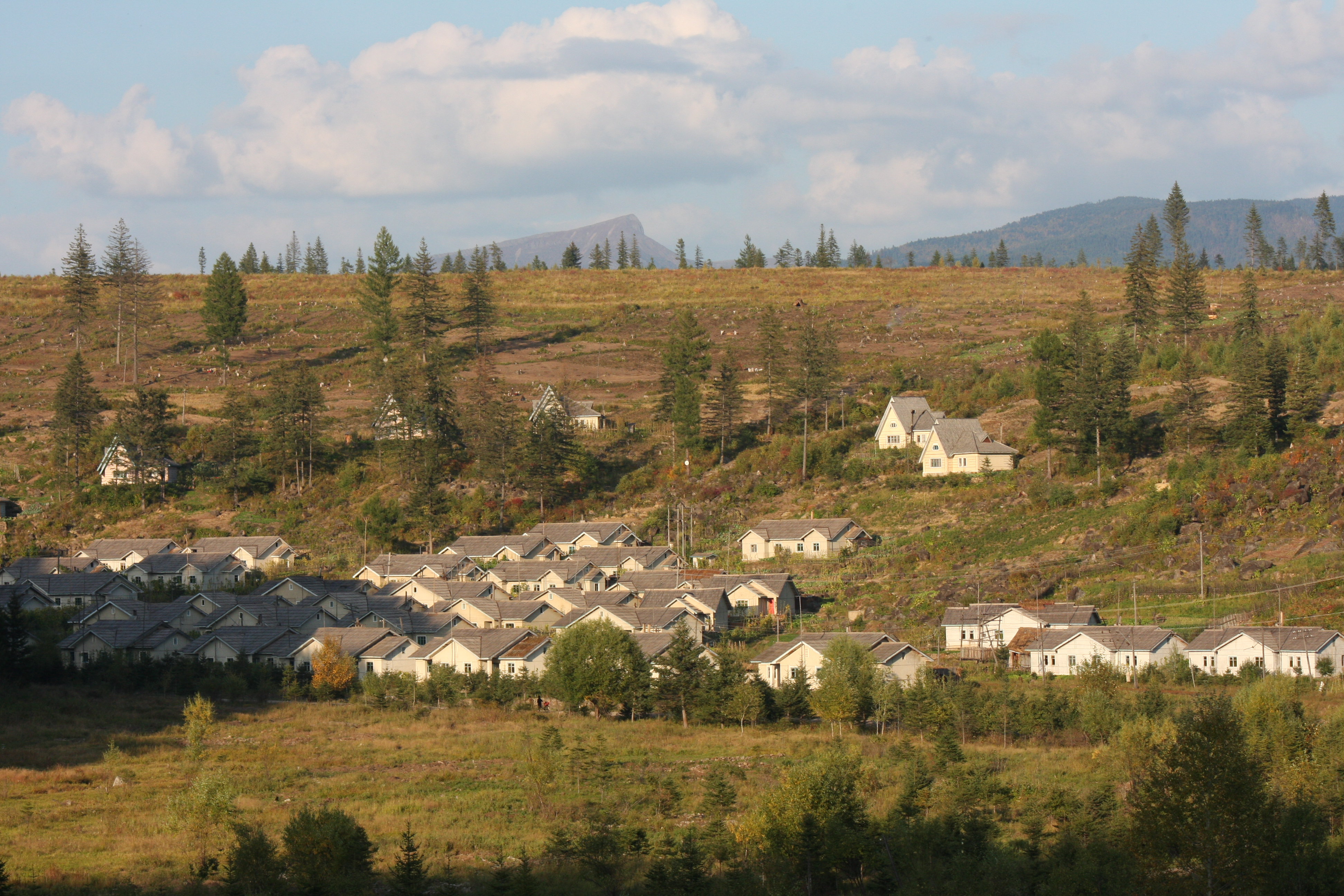
三池淵の家々

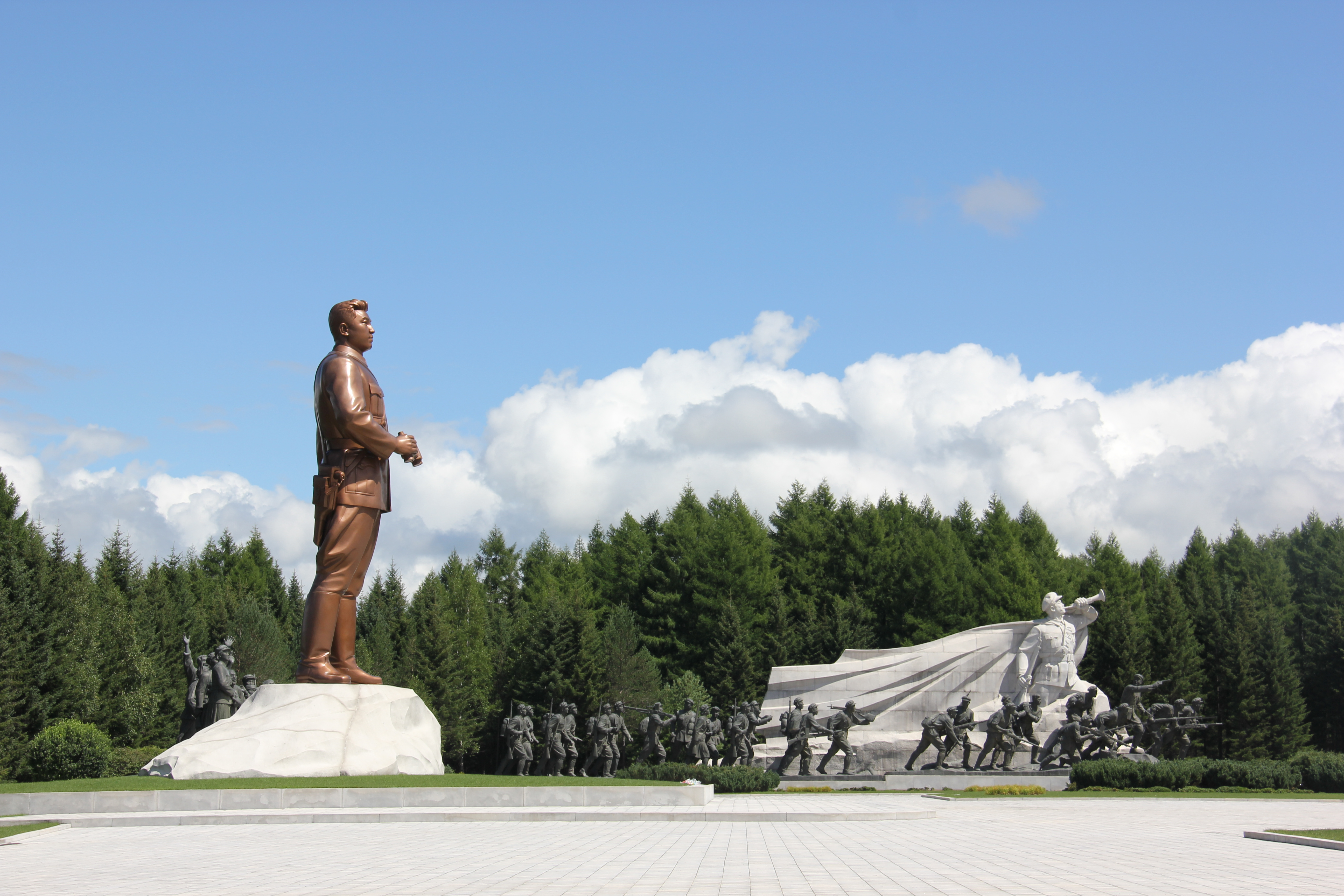
三池淵大記念碑 その1

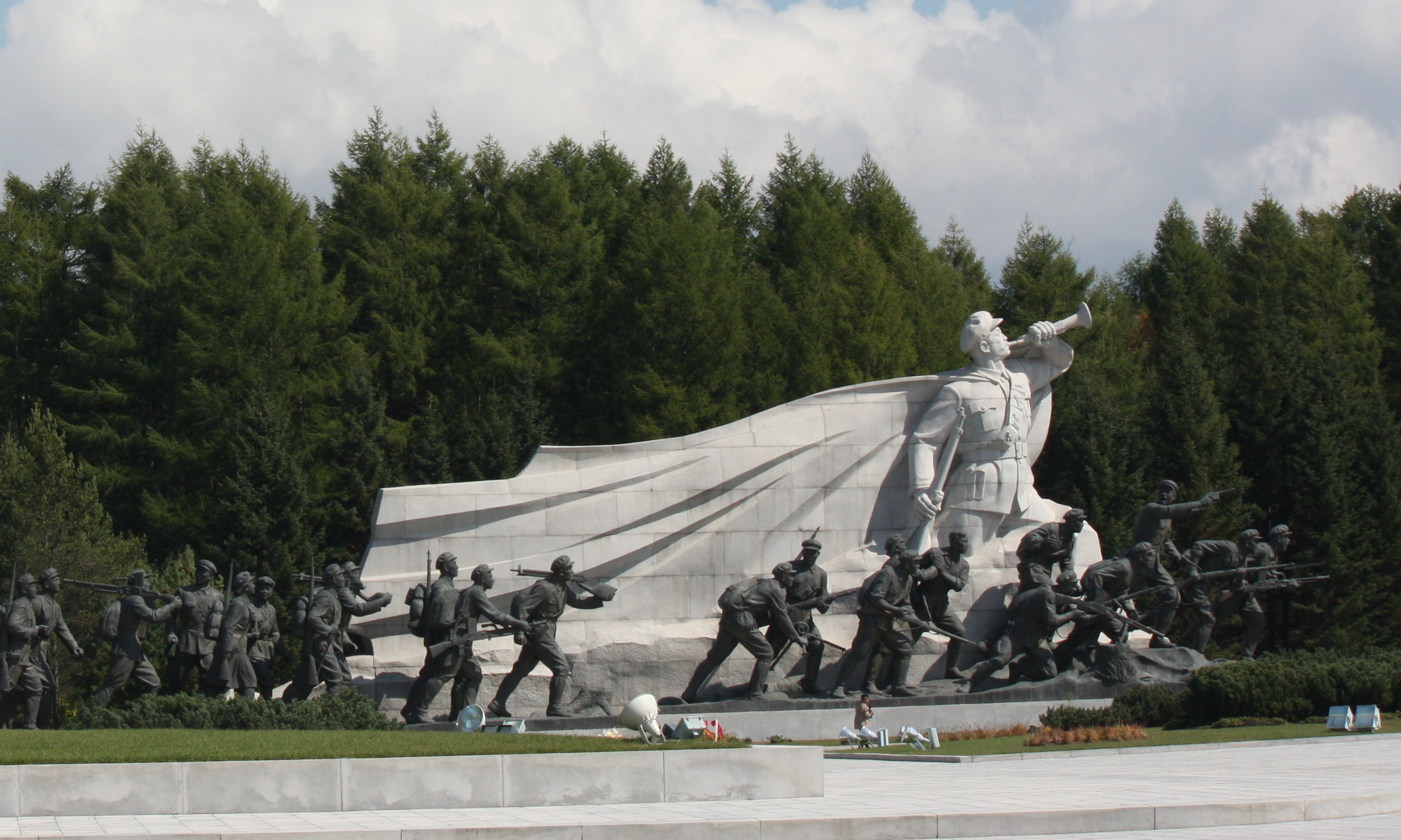
三池淵大記念碑　その2

白頭山の東南側の麓、鴨緑江・豆満江の源流地帯に位置する。北と西は中国に接している。東には大紅湍郡、南には普天郡がある。
白頭山の麓であるこの地は、北朝鮮の公式の歴史によれば、金日成率いる朝鮮人民革命軍が抗日闘争を繰り広げた「革命の聖地」とされており、金正日が生まれたとされている「白頭山密営」などの学習施設が造成されており、革命思想の学習の場となっている。
三池淵や鯉明水瀑布などの自然景勝にも恵まれており、保養所・スキー場などが建設されている。三池淵飛行場があり、白頭山観光の拠点となっている。

## 気候
冬季はシベリア高気圧の影響を強く受け、その上標高が三池淵は標高1381mと高地にあることから、朝鮮半島最寒の地とも言われ、最高気温極値は33.5℃（2018年8月3日）、最低気温極値は-40.0℃（1987年1月10日）である。また、高山地帯では非公式に-45.1℃を観測した。
| 三池淵の気候           | 三池淵の気候  | 三池淵の気候 | 三池淵の気候 | 三池淵の気候 | 三池淵の気候 | 三池淵の気候 | 三池淵の気候 | 三池淵の気候 | 三池淵の気候 | 三池淵の気候 | 三池淵の気候 | 三池淵の気候 | 三池淵の気候  |
| 月                     | 1月           | 2月          | 3月          | 4月          | 5月          | 6月          | 7月          | 8月          | 9月          | 10月         | 11月         | 12月         | 年            |
| ---------------------- | ------------- | ------------ | ------------ | ------------ | ------------ | ------------ | ------------ | ------------ | ------------ | ------------ | ------------ | ------------ | ------------- |
| 平均最高気温 °C （°F） | −11.2 (11.8)  | −8.7 (16.3)  | −2.2 (28)    | 7.4 (45.3)   | 15.0 (59)    | 18.5 (65.3)  | 21.4 (70.5)  | 19.9 (67.8)  | 15.1 (59.2)  | 8.3 (46.9)   | −1.1 (30)    | −9.2 (15.4)  | 6.1 (42.96)   |
| 日平均気温 °C （°F）   | −17.4 (0.7)   | −15.3 (4.5)  | −8.4 (16.9)  | 0.6 (33.1)   | 7.8 (46)     | 12.4 (54.3)  | 16.4 (61.5)  | 14.8 (58.6)  | 8.8 (47.8)   | 1.5 (34.7)   | −6.9 (19.6)  | −15 (5)      | −0.06 (31.89) |
| 平均最低気温 °C （°F） | −23.6 (−10.5) | −21.8 (−7.2) | −14.6 (5.7)  | −6.1 (21)    | 0.7 (33.3)   | 6.3 (43.3)   | 11.5 (52.7)  | 9.8 (49.6)   | 2.5 (36.5)   | −5.2 (22.6)  | −12.7 (9.1)  | −20.8 (−5.4) | −6.17 (20.89) |
| 降水量 mm （inch）     | 10 (0.39)     | 11 (0.43)    | 21 (0.83)    | 46 (1.81)    | 72 (2.83)    | 127 (5)      | 173 (6.81)   | 172 (6.77)   | 76 (2.99)    | 36 (1.42)    | 23 (0.91)    | 14 (0.55)    | 781 (30.74)   |
| 出典：Climate-Data.org |               |              |              |              |              |              |              |              |              |              |              |              |               |

## 行政区画
10洞・4労働者区を管轄する。
- 光明星洞（クァンミョンソンドン）
- ペゲ峰洞（ペゲボンドン）
- ポンナム洞（ポンナムドン）
- イカル洞（イカルトン）
- 鯉明水洞（リミョンスドン）
- 茂峰洞（ムボンドン）
- 白頭山密営洞（ペクトゥサンミリョンドン）
- 新武城洞（シンムソンドン）
- 5号ムルトン洞（オホムルトンドン）
- 胞胎洞（ポテドン）
- 宝西労働者区（ポソロドンジャグ）
- 中興労働者区（チュンフンロドンジャグ）
- 通南労働者区（トンナムロドンジャグ）
- 興渓水労働者区（フンゲスロドンジャグ）

## 歴史
1961年に新設された行政区画である。

### 年表
この節の出典
- 1961年3月 - 両江道普天郡鯉明水労働者区・胞胎里、咸鏡北道延社郡新徳労働者区・駕洞労働者区・新興労働者区・三上労働者区・老隠山労働者区をもって、両江道三池淵郡を設置。（1邑8労働者区）
  - 鯉明水労働者区が分割され、三池淵邑・茂峯労働者区・鯉明水労働者区が発足。
  - 新徳労働者区が五号労働者区に改称。
  - 駕洞労働者区が紅岩労働者区に改称。
  - 胞胎里が胞胎労働者区に昇格。
  - 老隠山労働者区が大紅湍労働者区に改称。
- 1967年（1邑12労働者区）
  - 鯉明水労働者区の一部が分立し、小白山労働者区が発足。
  - 三池淵邑の一部が分立し、新武城労働者区が発足。
  - 紅岩労働者区の一部が分立し、農事労働者区が発足。
  - 新興労働者区の一部が分立し、西頭労働者区が発足。
- 1967年末 - 三上労働者区および五号労働者区の一部が合併し、新徳労働者区が発足。（1邑12労働者区）
- 1978年8月 - 五号労働者区・新徳労働者区・西頭労働者区・農事労働者区・新興労働者区・紅岩労働者区・大紅湍労働者区が新設の大紅湍郡に編入。（1邑5労働者区）
- 1979年2月 - 普天郡宝西里・緑水里および中興里・通南里の各一部を編入。（1邑9労働者区）
  - 中興里および通南里の一部が合併し、中興労働者区が発足。
  - 宝西里・緑水里の各一部が合併し、宝西労働者区が発足。
  - 通南里の残部・宝西里の残部・緑水里の残部が合併し、通南労働者区が発足。
  - 胞胎労働者区の一部が分立し、興渓水労働者区が発足。
- 1988年 - 小白山労働者区が白頭山密営労働者区に改称。（1邑9労働者区）
- 1991年 - 鯉明水労働者区の一部が分立し、5号ムルトン労働者区が発足。（1邑10労働者区）
- 2019年12月10日 - 最高人民会議常任委員会政令により、三池淵市に昇格[5]。（10洞4労働者区）
  - 三池淵邑が分割され、光明星洞・ペゲ峰洞・ポンナム洞・イカル洞が発足。
  - 白頭山密営労働者区が白頭山密営洞に昇格。
  - 鯉明水労働者区が鯉明水洞に昇格。
  - 5号ムルトン労働者区が5号ムルトン洞に昇格。
  - 新武城労働者区が新武城洞に昇格。
  - 胞胎労働者区が胞胎洞に昇格。
  - 茂峰労働者区が茂峰洞に昇格。

### ニュータウンの開発
2010年代後半から2020年代前半にかけて、郊外でニュータウン開発が行われた。2022年、金正恩が建設部門の活動家を集めた講習会に向けて送った書簡の中でニュータウンの開発に触れ、「金正日総書記の生誕80周年に捧げる忠誠の贈り物」と絶賛。同年2月16日には三池淵市にて「金正日『生誕80周年』」を祝う記念式典が開催された。

## 交通

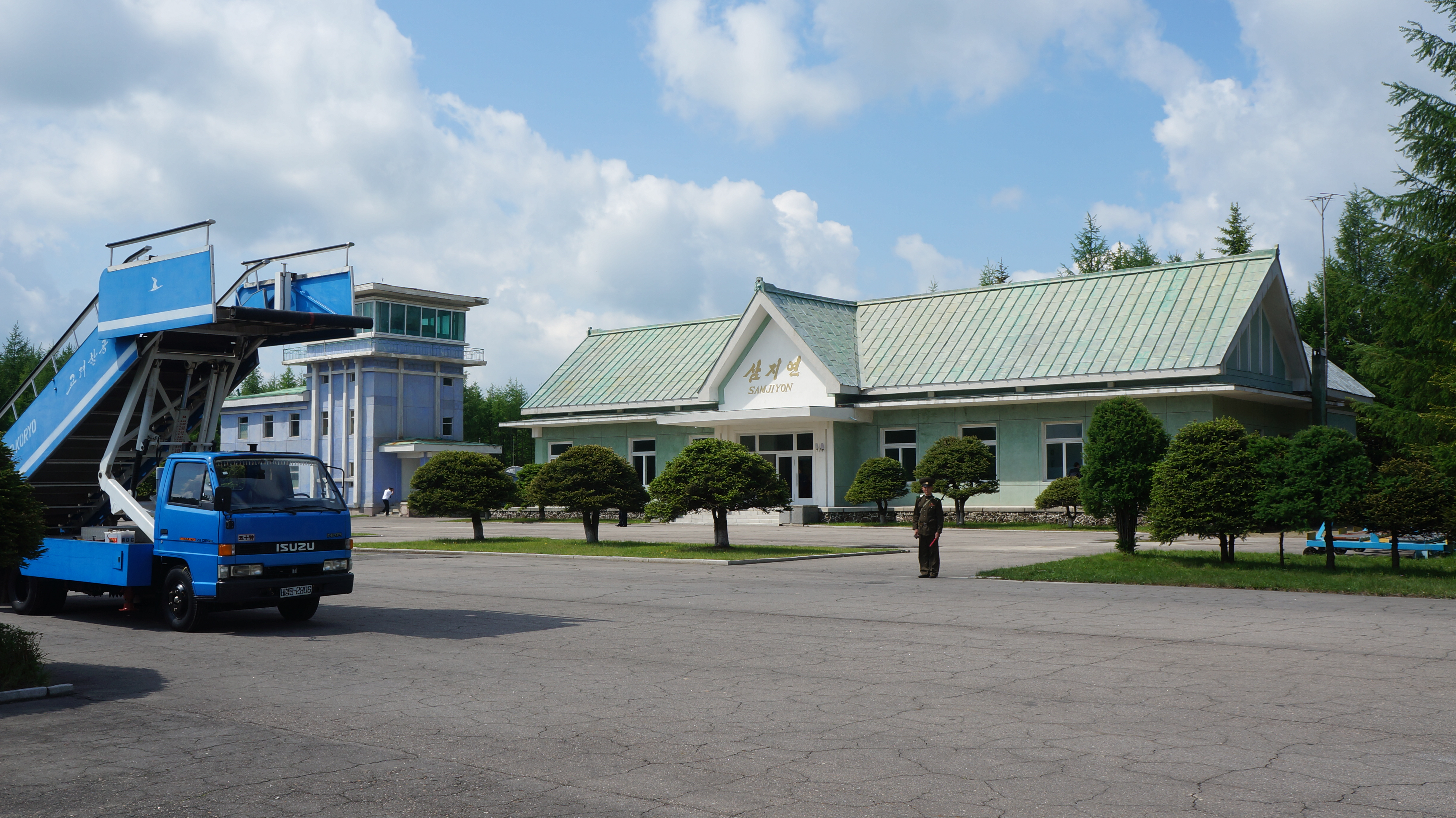
三池淵空港

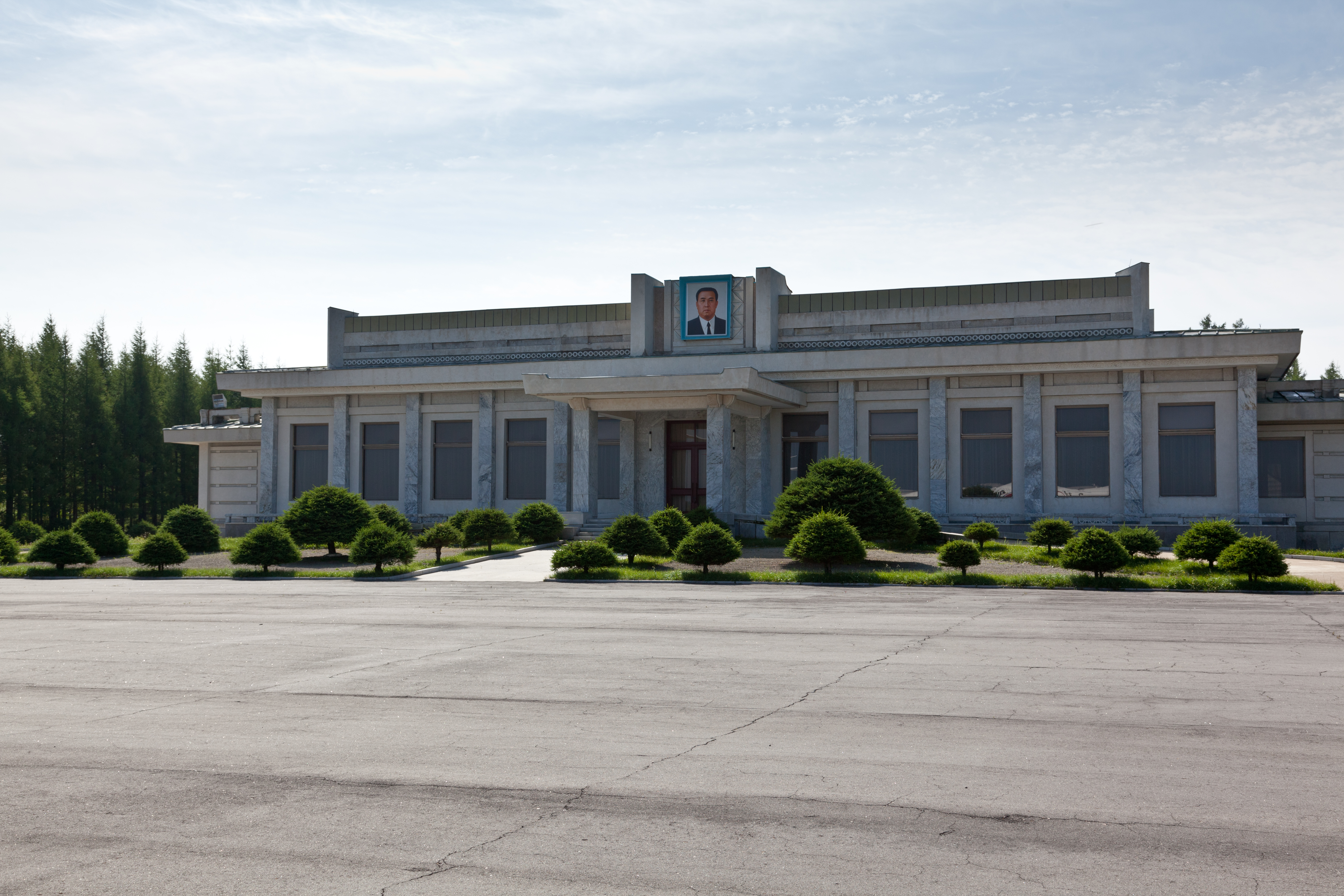
三池淵空港のターミナルビル

### 空港
- 三池淵飛行場

### 鉄道
- 三池淵線
  - 胞胎駅 - 鯉明水青年駅 - 三池淵青年駅 - 三池淵モッカ駅

## 観光
- 三池淵： 三池淵邑から4km離れた地点にある湖。湖水の流出入口は無いが常に澄んだ水をたたえている。ツツジの咲きほこる春の景観は有名である。
- 三池淵大記念碑：朝鮮人民革命軍の祖国進軍を記念して建立された傑作。主席の銅像を中心にして250mの幅に築かれている。片方に烽火塔（50m）と革命事績碑、他方には「進撃のラッパ手」（12m）、正面に「祖国編」「欽慕編」「進軍編」「宿営編」「祖国の水」など80余像から成る群像が並んでいる。革命先烈の崇高な精神を学ぼうとする朝鮮人民のゆるぎなき精神と記念碑創造に示された高い技術を窺える。
- 鯉明水の滝： 玄武岩からなる崖の中腹から湧出する水が、岩壁をつたって斜めに流れる珍しい滝である。平均高6m、平均幅4m、水口は9個所。冬にも凍結しない。